# 里尼奥韦勒
里尼奥韦勒（法語：Rignovelle，法語發音：[ʁiɲɔvɛl]）是法国上索恩省的一个市镇，属于吕尔区。

## 地理
里尼奥韦勒（47°45'52"N, 6°28'51"E）面积4.37 平方千米，位于法国勃艮第-弗朗什-孔泰大區上索恩省，该省份为法国东部内陆省份，北起顺时针与孚日省、贝尔福地区省、杜省、汝拉省、科多尔省和上马恩省接壤。
与里尼奥韦勒接壤的市镇（或旧市镇、城区）包括：马尼夫赖、贝尔蒙、弗朗什韦勒、朗特诺。

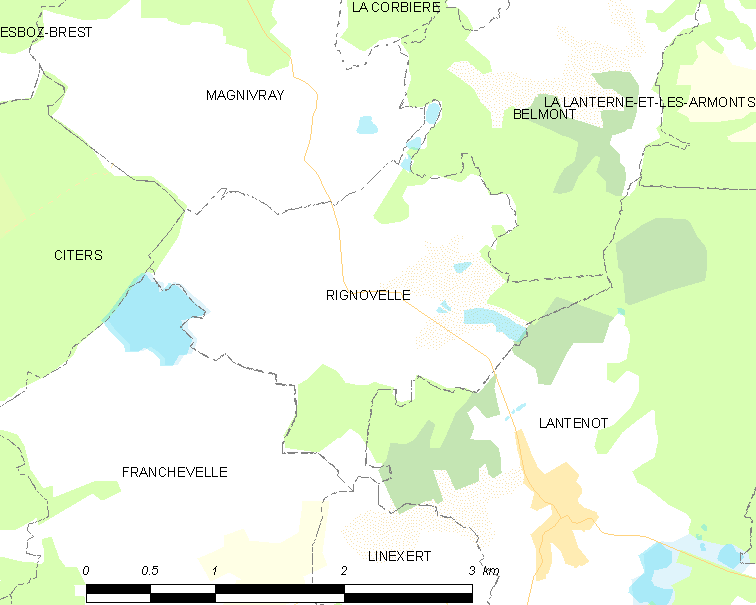
里尼奥韦勒的OSM定位图

里尼奥韦勒的时区为UTC+01:00、UTC+02:00（夏令时）。

## 行政
里尼奥韦勒的邮政编码为70200，INSEE市镇编码为70445。

## 政治
里尼奥韦勒所属的省级选区为梅利塞县。

## 人口

1962-2008年间里尼奥韦勒人口变化图示

里尼奥韦勒于2022年1月1日时的人口数量为121人。